# Bee Gees Ellan Vannin
A  Ellan Vannin   című kislemez  a Bee Gees együttes speciális tribute lemeze, korlátozott számban jelent meg Man szigetén. (összesen 1000 példányban)
A dal 1854-ben keletkezett, a szám címe Man szigetet jelenti manxi nyelven. (Man sziget a Bee Gees szülőhelye).
A dal szerzője Eliza Craven Green, J. Townsend és a három Gibb fivér. A kislemez összesen egy számot tartalmaz.
A dal 1999-ben szintén megjelent (Isle of Man: Collector's Pack: Booklet, Postage Stamp).

## Az album tartalma
1. Ellan Vannin (Eliza Craven Green, J. Townsend, Barry, Robin és Maurice Gibb) – 3:55

## Közreműködők
- Bee Gees
- Barry Gibb – ének, gitár
- Robin Gibb – ének
- Maurice Gibb – giátr, ének, billentyűs hangszerek
- James Kelly – hegedű
- stúdiózenészek – bagpipes, drums
- hangmérnök: John Merchant